# Karol Józef Sapieha
Karol Józef Sapieha herbu Lis (ur. przed 1718, zm. 20 marca 1768 roku w Wisznicach) – wojewoda brzeskolitewski, pisarz polny litewski, pułkownik husarii wojsk litewskich w 1735 roku.
Syn Władysława, brat Ignacego.
W 1718 r. marszałkował sejmikowi gospodarczemu brzeskolitewskiemu. W 1730 r. został pisarzem polnym litewskim. Poseł brzeskolitewski na sejm konwokacyjny 1733 roku. Był członkiem konfederacji generalnej zawiązanej 27 kwietnia 1733 roku na tym sejmie. W 1733 roku podpisał z województwem brzeskolitewskim elekcję Stanisława Leszczyńskiego, lecz wkrótce, jako nieliczny z Sapiehów przeszedł na stronę Augusta III.  W 1735 roku podpisał uchwałę Rady Generalnej konfederacji warszawskiej. Poseł brzeskolitewski na sejm zwyczajny pacyfikacyjny 1735 roku. W 1735 r. otrzymał chorągiew husarską królewskiego znaku. Poseł na sejm nadzwyczajny pacyfikacyjny 1736 roku. Podpisał dyplom elekcyjny Augusta III Sasa. Poseł inflancki na sejm 1744 roku. W 1748 r. mianowany wojewodą brzeskim. W czasie elekcji 1764 r. poparł Stanisława Augusta Poniatowskiego.
W 1759 Antoni Michał Potocki wydzierżawił mu Husiatyn.
Po śmierci brata zajął się osieroconymi bratankami, rozpoczynając szereg procesów o należne im dobra. Zmarł w Wisznicach 20 marca 1768.

## Odznaczenia
- W 1744 otrzymał Order Orła Białego.
- W 1766 został kawalerem Orderu Świętego Stanisława[5].